# Sebastian Witowski
Sebastian Witowski (ur. 13 września 1976) – polski hokeista. 

## Kariera
- KTH Krynica (1997-2002)
- Cracovia (2002-2015)

Wychowanek KTH Krynica. Wieloletni zawodnik Cracovii. Po sezonie Polska Hokej Liga (2014/2015) zakończył karierę zawodniczą i został kierownikiem drużyny Cracovii.
W trakcie kariery zokreślany pseudonimem Witos.

## Sukcesy
- Złoty medal mistrzostw Polski (5 razy): 2006, 2008, 2009, 2011, 2013 z Cracovią
- Srebrny medal mistrzostw Polski (3 razy): 1999 z KTH i 2010, 2012 z Cracovią
- Brązowy medal mistrzostw Polski (3 razy): 2000 z KTH i 2005, 2007 z Cracovią